# Joan Coma Roura
Joan Coma Roura (Vic, 1981) es un sociólogo y político español. Es concejal del Ayuntamiento de su ciudad natal desde 2015.

## Biografía
Licenciado en Ciencias Políticas y Sociología en 2010 por la Universidad Autónoma de Barcelona, obtuvo un máster en Relaciones Internacionales y en Formación del profesorado. 
En 2016 fue investigado por la Audiencia Nacional a raíz de una denuncia de Josep Anglada, presidente del partido Plataforma per Catalunya, con motivo de una declaración suya en el pleno municipal del 9 de diciembre de 2015. En la intervención denunciada, Coma apelaba a la desobediencia a los tribunales de justicia en el marco del debate secesionista catalán en el Parlament de Cataluña. El 27 de diciembre de 2016 fue detenido por los Mozos de Escuadra, acusado de un posible delito de sedición, y trasladado a Madrid para declarar ante el juez Ismael Moreno Chamarro de la Audiencia Nacional. En la vista, el día 28 de diciembre, el fiscal se interesó especialmente por las frases: "Desobediència, fa temps que en reclamem" y "Nosaltres hem dit que per fer la truita primer s’han de trencar els ous", incidiendo en la posible incitación a la violencia de las mismas. Tras una hora de declaración, Joan Coma salió en libertad con cargos y sin pasaporte.